# Synchroa formosana
Synchroa formosana – gatunek chrząszcza z rodziny Synchroidae.
Ciało wydłużone, długości 10,42–12 mm i szerokości 2,95–3 mm, lekko spłaszczone, dość silnie ku tyłowi zwężone, ubarwione rudo do czarniawobrązowego. Przedplecze o bokach nieobrzeżonych i tylnej krawędzi podwójnie falistej. Wyrostek przedpiersia długi, obrzeżony po bokach i zaokrąglony na wierzchołku. Na śródpiersiu płytkie, owalne wgłębienie. Pokrywy wydłużone, na wysokości barków szerokości przedplecza, ku tyłowi lineranie zwężone, z tyłu bardziej zaokrąglone niż u S. chinensis. W przedniej części pokryw wyraźnie widoczne śladowe rzędy. Stopy odnóży tylnych pięcio-, pozostałych czteroczłonowe. Pazurki niepiłkowane. Edeagus mieczokształtny, a prącie wydłużone i ścięte u wierzchołka.
Chrząszcz znany tylko z lasów liściastych z niewielką dominacją bukowatych w Malunshan, w środkowym Tajwanie.